# Soera De Ingehulde
Soera De Ingehulde is een soera van de Koran.
De soera is vernoemd naar de eerste aya, die gelijkluidend is. De soera geeft aanwijzingen over de nacht en de salat en de bijbehorende recitatie. De ongelovige en ongehoorzame farao wordt eveneens genoemd.

## Bijzonderheden
Ayat 10, 11 en 20 zouden zijn geopenbaard in Medina. Volgens sommige commentatoren zouden de ayat 10 en 11 zijn geopenbaard in Mekka. Hierover is men het niet geheel eens. De benaming van de soera is een verwijzing naar de mantel waar Mohammed zich in hulde uit vrees voor een openbaring. Van aya 9 wordt gezegd dat het aanleiding was voor Omar ibn al-Chattab om zich te bekeren tot de islam. Overigens wordt dit ook van 2 ayat van Soera Ta Ha beweerd.